# ガイラ
ガイラは、特撮映画『フランケンシュタインの怪獣 サンダ対ガイラ』、特撮テレビ番組『行け!ゴッドマン』および『行け! グリーンマン』に登場する架空の怪獣。

## 特徴
『サンダ対ガイラ』の前作に相当する映画『フランケンシュタイン対地底怪獣』に登場した巨人フランケンシュタインの、体細胞から誕生した怪獣。サンダの弟とされるが、厳密にはサンダの体細胞から分裂したクローンである。俳優が生身で演じていたフランケンシュタインに対し、サンダともども着ぐるみによる怪獣となっている。
モチーフは海幸彦であるが、山幸彦に相当するサンダとは兄弟の立場が逆転している。名前の由来は「海（）」から。脚本での表記は「海フランケンシュタイン」。海外での名称は「グリーンガルガンチュア」 (Green Gargantua) となっている。また、『ゴジラ×メカゴジラ』では「人型巨大生物・ガイラ」と呼ばれる。書籍『東宝怪獣グラフィティー』では、フランケンシュタインの怪物の悪の部分を拡大させたキャラクターであると評している。

## 登場作品
- 映画
  - 『フランケンシュタインの怪獣 サンダ対ガイラ』（1966年）
  - 『ゴジラ×メカゴジラ』（2002年、映像は『サンダ対ガイラ』の流用）
  - 『ゴジラ FINAL WARS』（2004年、映像は『サンダ対ガイラ』の流用[10]）
- 特撮テレビ番組
  - 『行け!ゴッドマン』（1972年）
  - 『行け! グリーンマン』（1973年）

## 『サンダ対ガイラ』のガイラ
琵琶湖にて負傷したサンダの足から湖底の岩で削ぎ取られて海に流れ込んだ肉の体細胞が、タンパク質の豊富なプランクトンを栄養源として急成長したと思われる、海草色の体毛と魚の鱗状の皮膚に覆われた巨人。サンダとは細胞がまったく同様の構造をしており、親子でも兄弟でもなくそれ以上の関係である、フランケンシュタインの一種の分身とされている。
やや太めの体形でサンダよりもやや小柄だが、表情は凶悪そのものである。地上にて人間に愛情深く育てられたサンダとは違い、深海にて誰にも助けられないまま孤立して成長した。それゆえに本能に支配されて行動するなど、一切社会性が見受けられない凶暴性に満ちた残忍な性格となっている。サンダが木の実を食すなど草食の傾向にあると分析されるのに対し、海中生物を食して育ったことから肉食であり、タンパク質を手当たり次第に補給しようとして船を襲うだけでなく大ダコをも屠るうえ、人間のことは捕食対象（食料）もしくは敵としか認知していない。
動きが敏捷で闇に紛れることから攻撃は至難であり、立ち技を得意とする。深海育ちゆえに極端に光を嫌い、当初は夜間に行動することが多いほか、曇天の日中にも上陸し、日が差すと俊敏に東京湾へ逃げ去る。照明すらも嫌っていたが、人間がそこにいることを理解すると照明を目指すようになる。
戦車の装甲貫徹力に優れた砲弾を受けても、大ダメージを受けることがない。逃げる人間をクロールで追い詰めていくなど、泳ぎは達者である。ジャンプ力にも優れており、自衛隊のL作戦に遭った際にはヘリコプター2機を捕まえ、地面に叩き落としている。小型の貨物船を楽に持ち上げて軽々とサンダに投げつけるなど、サンダに引けを取らない怪力を備えている。
L作戦に遭った結果、全身に火傷を負い、多くの傷跡が残るなどの重傷を負う。当初はサンダに仲間として扱われるが、その後は人間を捕食する行為を激怒され、放逐される。サンダとの戦いでは負傷しているサンダに容赦なく攻撃を加え、最後はサンダとともに海底火山の噴火に呑み込まれ、消えていった。
- スーツアクターは中島春雄[出典 15]。
- 女性を捕食するという、当時の娯楽怪獣映画としては非常にショッキングなシーンがある[35][注釈 6]。海外版では描写が異なる[36]。
- 書籍『大ゴジラ図鑑2』では、キャラクターの共通要素から、ガイラを初代ゴジラのカラー版再挑戦であったものと解釈している[33]。

デザイン
デザインは成田亨。
成田のデザイン画では「海の怪獣」との設定にちなみ、体表が緑色の鱗で構成されている。甲殻類の雰囲気が肩から胸にかけて取り入れられている。エラが付いた半魚人のような顔の検討用デザイン画が、他に2枚現存している。
台本では灰色の怪物とされていた。

造形
頭部造形は利光貞三、胴体は八木康栄によるほか、開米栄三も担当した。
特技監督の円谷英二からの「腐ったコンブやワカメが体中についているように汚くしろ」という要望に基づき、開米は水に強い造花（ホンコンフラワー）を体表に接着し、筆で細かく塗装を行った。
この怪獣で初めて中島の顔面石膏型が起こされ、顔に密着した表皮が作られた。目は中島自身のものが露出しており、マスクと隙間が空くため中島の目元を緑色に塗っている。顎は演者の口の動きに同期して開閉できるようになっており、中島は水中シーンでも水を吐き出せるのでやりやすかったと述べている。中島は、胴体も型取りされた旨を証言しており、スーツは厚みがあって重かったと語っている。山から転げ落ちる場面では、剣道の面を中に入れている。
羽田空港にて事務職員を掴み上げるシーンや銀座駅や屋上ビアガーデンにて外国人歌手を掴み上げるシーンでは、実物大に造形された右腕が使用された。また、海底から洋上の漁船を睨み上げるカットは、水の入った水槽越しに撮影したものである。
公開当時に放送されたワイドショー番組『11PM』（よみうりテレビ）の怪獣映画特集では、円谷・利光・中島らが出演し、中島の石膏型が紹介されたほか、司会の藤本義一がガイラのマスクを被る場面もあった。

撮影・演出
前作のような特殊メイクではなく着ぐるみとなったことから弾着が用いられ、前作では描かれなかった自衛隊による激しい攻撃を受けるシーンが描写された。
中島の発案による両腕を振り上げる描写が特徴である。海を泳ぐシーンではクロールを行っているが、中島はブレストでは勢いが出せなかったためと述べている。
羽田空港を襲撃するシーンでは、白い背景で怪獣を撮影し、ネガで黒くなった背景をマスクとして実景と合成する東宝セパレーションという手法を初めて用いている。このシーンが『ゴジラ×メカゴジラ』に流用された際には、合成の揺れがデジタル補正されている。
大ダコとの戦闘シーンは、事実上中島の一人芝居であり、中島は水中での撮影でもあったため苦労した旨を語っている。サンダとの戦いでは、プロレスを意識していた。

## 『行け!ゴッドマン』のガイラ
海中にて成長した狂暴な怪獣。人間大の状態で出現し、道路にてボール遊びに興じる子供たちを驚かせる。その後、登場したゴッドマンと巨大化して戦い、怪力攻撃を展開するが、ゴッドマン超音波で倒される。
- 手首のファスナーからスーツアクターの地肌が露出していたり、背中のファスナーには切れ目が入って砂がこぼれ落ちるなど、スーツの劣化がみられる[49]。

新作映像に登場するガイラ
2008年5月23日に東宝から発売された『行け!行け!ゴッドマン&グリーンマンBOX』特典ディスクに収録された撮り下ろし新作映像では、新規の着ぐるみで登場する。造形は品田冬樹。マスクは開閉部分に貼られたゴムの弾力で口を開閉できる。
最初にゴッドマンと戦って倒されて地上に飛び散ったツノジラスの肉片の一部から、シラージと共に生まれた。凶暴な性質で、美夏たちに襲いかかる。ゴッドマンのキックを受けて倒れても、瞬時に立ち上がって反撃する。両腕を振り上げる描写は『サンダ対ガイラ』を踏襲している。

## 『行け! グリーンマン』のガイラ
遊園地に出現して子供たちをいじめるが、グリーンマンと戦って敵わないとみると巨大化し、グリーンマンファイヤーで倒される。凄まじいまでの怪力を誇る。

## その他
- 東宝製作のテレビドラマ『太陽のあいつ』第2話では、着ぐるみ役者の田辺（演：中島春雄[注釈 8]）の演じる怪獣として登場[出典 23][注釈 9]。劇中の映画でキーラと戦った[59][60][注釈 10]。中島によれば、台本では「ビルを壊す」「車を踏み潰す」などの記述があったが、実際のセットは山と荒野のみとなっており、予算や手間が不足していたのだろうと推測している[59]。
- 1966年に朝日ソノラマから発売されたソノシート『大怪獣戦 30怪獣大あばれ!!』に収録された「宇宙怪獣対地球怪獣」では、宇宙怪獣と戦う地球怪獣陸軍の1体として登場する[62][63]。
- 1966年に朝日ソノラマから発売された書籍『怪獣大図鑑』付録のソノシートドラマ『ゴジラは王様』では、ゴジラ、ラドン、サンダとともにキングギドラと戦う[64]。
- 書籍『決定版ゴジラ入門』（小学館、1984年）では、「夢の怪獣対決」として「ゴジラ対サンダ・ガイラ」のイラストが描かれている[65]。
- 映画『ゴジラ×メカゴジラ』（2002年）では、作中世界の1966年にガイラが出現し、メーサー殺獣光線車が初出動したことが言及されている。背景設定として製作補の山中和史によって執筆された「特生自衛隊前史」では、顛末はおおむね『サンダ対ガイラ』に準じるが、陸海空自衛隊の不和が顕著になり、特生自衛隊が結成されることになったとされる[66]。『ゴジラ×メカゴジラ』の続編『ゴジラ×モスラ×メカゴジラ 東京SOS』（2003年）では、画面には映らないが特生自衛隊特殊生物研究本部のDNA貯蔵庫に保管されている多数の怪獣のDNAのうち1つにその名が記されている[67]。